# أخلاقيات جنسية
الاخلاق الجنسية هي فئة فرعية من الاخلاقيات التي تتعلق بالافعال التي تندرج ضمن طيف واسع من السلوك الجنسي للإنسان، لا سيما في الجماع. وعموم الأسئلة عن الاخلاق الجنسية، التي يمكن تنظيمها في القضايا المتصلة والموافقة، والقضايا المتصلة بمؤسسة الزواج مثل الإخلاص الزوجي، الجنس قبل الزواج والجنس خارج نطاق الزوجية، والقضايا المتصلة بالحياة الجنسية، كما يتطرق للأسئلة حول كيفية نوع الجنس والسلطة التي يعبر عنها من خلال السلوك الجنسي، أسئلة حول كيفية اتصال الفرد بالمجتمع، وأسئلة عن كيفية السلوك الفردي، وإثارتها شواغل الصحة العامة.
المعضلات الأخلاقية التي غالباً ما تنطوي على الجنس يمكن أن تظهر في الحالات التي يكون فيها فارق القدرة كبيرا أو عندما يكون هناك علاقة مهنية موجودة مسبقا بين المشاركين، أو عندما تكون الموافقة جزئية أو غير مؤكدة.
يمكن للأخلاق الجنسية أن تشمل أيضاً أخلاقيات الإنجاب: «هل من الأخلاقي إنجاب طفل في العالم مكتظ بالسكان؟»، «هل من الأخلاقي الحصول على أطفال إذا كانوا سوف يولدون في الفقر؟» الخ.

## الموافقة
الرضا والموافقة هم أحد العناصر الأساسية لفهم الأخلاق الجنسية. أقل ما تتقبله كل نظم الأخلاق تقريباً هي موافقة جميع الأطراف في ممارسة النشاط الجنسي. حيث تُثار أسئلة حول الاخلاقيات الجنسية التي لها علاقة مع من من حقه إعطاء الموافقة، وما نوع المواقف التي يمكن الموافقة عليها. في الغرب، كثيراً ما تضع الفكرة القانونية لإبداء الموافقة المعايير العامة بشأن هذه المسألة. إلا أن بعض الفئات، التي هي غير قادرة على إبداء حق الموافقة هم من الأطفال، المعاقين ذهنيا، المرضى عقليا، الحيوانات، وأحيانا الأشخاص تحت تأثير المخدرات أو الكحول.
بعض الأفعال التي تعتبر غير مشروعة أو غير أخلاقية تتعلق في كثير من الأحيان بغياب الموافقة هي:
- الاغتصاب
- الاغتصاب بعد التخدير (بالإنجليزية: Date rape)
- هتك العرض أو افتضاض عذاري
- جنس الأطفال
- جنس مع حيوانات أو البهيمية أو الوطئ

## الزواج
في بعض الثقافات، الجماع هو مقبول فقط في اطار الزواج. كما دوّن الفيلسوف ميشيل فوكو، فإنه في كثير من الأحيان، بعض المجتمعات تخلق فراغات أو تجزئ نفسها خارج المجتمع العام حيث يمكن أن تُمارس الجنس فيه خارج الزواج. وعلل ذلك بأن هذا هو السبب في كثير من الأحيان في تغييب الاخلاق الجنسية، كما يُظهرها الاشخاص الذين يعيشون في بيوت الدعارة، والملاجئ، وعلى متن السفن، أو في السجون. لقد تم تحرّر التعبير الجنسي من الضوابط الاجتماعية في مثل هذه الأماكن داخل المجتمع، وقد تمت السيطرة من خلال مؤسسة الزواج على النشاط الجنسي، الذي يُعاقب عليه اجتماعيا بفعل العقوبة على الجنس. توجد العديد من أنواع الزواج مختلفة، ولكن في معظم الثقافات حيث ممارسة الزواج شائعة، فإنه غالبا ما يعتبر الجنس خارج الزواج غير اخلاقيا. وهناك عدد من القضايا المعقده التي تندرج تحت تصنيف الزواج.
الخيانة، وعلى سبيل المثال، هو الفعل الذي يحدث عندما يُقبل عضو واحد من الاتحاد الزوجي على الجماع الجنسي مع شخص آخر بصرف النظر عن الاتحاد. في بعض الثقافات هذا التصرف يجوز النظر في اخلاقيا فقط إذا كان الزوج موافقا، أو مقبولا طالما ان الشركاء الجنسيين ليسوا في اطار مؤسسة زوجية، في حين ان بعض الثقافات الأخرى تنظر لهذه العلاقة ليست في إطار الزوجية على أنها جريمة، دون الدخول في تفاصيل الخيانة في مثل هذه العلاقة.
وعلاوة على ذلك، فان مؤسسة الزواج تعرض مسألة العلاقات الجنسية قبل الزواج، حيث أن بعض الشباب يُمارسونه مع الأشخاص، الذين قد يختارون في مرحلة ما من حياتهم الزواج بهم، والانخراط في نشاط جنسي مع شركاء جنسيين، قد تربطهم بهم علاقة زوجية في المستقبل أو لا. للعديد من الثقافات الحديثة اليوم مواقف مختلفة حول اخلاقيات هذه التصرفات، فمنهم من يُدينهاوالبعض الآخر يتفهّم مشاركة الشباب في مثل هذه التصرفات.

## الأفراد والمجتمعات

### اساءة استعمال السلطة
واحدة هي من أهم التداعيات ذات الصلة بسؤال الأخلاقية هي للشخص في موقع سلطة، سواء اجتماعيا أو في مكان العمل، كالانخراط في نشاط جنسي مع المرؤوس. كثيراً ما تعتبر هذه التصرفات غير اخلاقية باعتبارها مجرد خيانة للأمانة، ولكن أيضاً لأن المرؤوسين غير قادرين تماماً على نفي الموافقة على النشاط الجنسي لأنهم يخشون من التداعيات. زنا «الطفل - الأب» يمكن أيضاً أن ينظر إليها على أنها اساءة لمنصب يقوم على الثقة والقوة، إضافة إلى عجز الطفل على إعطاء أو نفي الموافقة. زنا المحارم بين البالغين إذا لم يترتب على هذا عدم الرضا، وبالتالي أقل واضح لمعظم المراقبين. ومن الجدير بالذكر أن العديد من المنظمات المهنية (مثال: شركات...) لديها قواعد تحريم النشاط الجنسي بين العاملين وعملائهم. امثلة في كثير من البلدان وتشمل الأطباء النفسانيين وعلماء النفس والمعالجون والأطباء والمحامين. وبالإضافة إلى ذلك، توجد قوانين في أماكن كثيرة ضد هذا النوع من التعسف في استعمال السلطة من قبل الكهنة، والوعاظ، والمعلمين، والمستشارين الدينية، والمدربين والمرشدين.
- التحرش الجنسي
- زنا المحارم
- غلمانية

## تلاعب وتحقيق مكاسب شخصية
الجنس هو 'قابل للتقييم' (بمعنى أنه حق أساسي من حقوق الحياة البشرية—رغم أنه ليس اقتصاديا، اجتماعيا، أو من الناحية ليس حقا للتقنية المنتجة)، وبسبب هذا فإنه يمكن استخدامها لغايات في اتجاه غير أخلاقي. كما يمكن أن يستخدم كوسيلة للتبادل الاقتصادي المباشر كما هو الحال في مختلف أشكال العمل الجنسي والاباحية الجنسية حيث يجري تبادله بطريقة مباشرة كعمل في مختلف الأسواق. ويُشكك الكثيرون في اخلاقيات هذه الأسواق القائمة، وخصوصا المؤمنون بمساواة الجنسين مثل غلوريا شتاينم وجيرمين غرير (Gloria Steinem, Germaine Greer)، ونعومي وولف (Naomi Wolf). آخرون من الذين يُؤمنون بمساواة الجنسين الجنس المؤمنون مثل ويندي ميكيلروي (Wendy McElroy) له وجهة نظر إيجابية ويُقدم الدعم التجاري للجنس كوسيلة لتمكين المرأة من مزيد من الحقوق. ولديانات عديدة في مناطق جنوب آسيا والشرق الأوسط لديها وجهات النظر جد مُتحفظة حول المواد الاباحية، وحتى بعض الأنواع من المواد الإباحية التي يُنظر إليها في اطار تفاهة في معظم الدول الغربية.

### الأخلاق الدينية الجنسية
ثقافات كثيرة تنظر إلى الأخلاق وهي متداخلة مع الايمان الديني، والقيم الأخلاقية يجري مساءلتها في مختلف العقائد الدينية كما أنشأتها بعض السلطة الدينية. إلى جانب كل هذه الأنشطة المذكورة أعلاه، وبعض الأفعال التي يمكن أن تعتبر «غير أخلاقية» من وجهات نظر دينية متباينة:
- وسائل منع الحمل
- الاستمناء

## الصحة العامة
في البلدان التي تكون فيها الصحة العامة موضع القلق العام، وهناك أيضا مسألة كيفية ممارسة الجنس وتأثيراتها على صحة الأفراد. في مثل هذه الظروف، حيث هناك خوف من الآثار الصحية الناتجة عن بعض الانشطة الجنسية، وهناك مسألة ما إذا كان للأفراد وعي بالمسؤولية الأخلاقية لسلوكهم على المجتمع بوجه عام. مثل هذه المخاوف قد تنطوي على الكشف عن الإصابة بالامراض المنقولة جنسيا، سواء الانحلال الجنسي، بما قد يؤدي إلى زيادة مستوى من حالات الحمل غير المخطط لها، والاطفال الغير مرغوب فيهم، وانصهار المبادئ الاخلاقية، وهذا يعني، ما مقدار العناية الشخصية التي يحتاج فردي إلى اتخاذها من اجل وفائه بالالتزام الصحي المُجتمعي وهي مساهمة المطلوبة للحفاظ على الصحة العامة للمواطنين كافة.

## الآداب العامة
وتجدر الإشارة إلى أن هناك قوانين داخل المجتمعات، بما فيها المملكة المتحدة على سبيل المثال، بشأن اللباس وأشكال نوع ارتداء لباس الحشمة خصوصاً في أماكن العمل. في الوصلة التالية الخطوط العريضة لتلك الاشكال من السلوك التي قد تكون قانونية أو غير قانونية داخل المملكة المتحدة: